# نیل تایمن
نیل تایمن (انگلیسی: Neal Tiemann؛ زادهٔ ۲۲ دسامبر ۱۹۸۲) خواننده-ترانه‌پرداز، و گیتارنواز اهل ایالات متحده آمریکا است. وی از سال ۲۰۰۱ میلادی تاکنون مشغول فعالیت بوده است.